# New Values
New Values je třetí sólové album amerického zpěváka Iggyho Popa. Jeho nahrávání probíhalo v roce 1979 v Paramount Recording Studios v kalifornském Hollywoodu. Album produkoval James Williamson a vyšlo v dubnu 1979 u vydavatelství Arista Record.

## Seznam skladeb
| Pořadí         | Název                       | Autor                 | Délka |
| -------------- | --------------------------- | --------------------- | ----- |
| 1.             | Tell Me a Story             | Iggy Pop              | 2:50  |
| 2.             | New Values                  | Pop, Scott Thurston   | 2:39  |
| 3.             | Girls                       | Pop                   | 3:00  |
| 4.             | I'm Bored                   | Pop                   | 2:47  |
| 5.             | Don't Look Down             | Pop, James Williamson | 3:39  |
| 6.             | The Endless Sea             | Pop                   | 4:50  |
| 7.             | Five Foot One               | Pop                   | 4:29  |
| 8.             | How Do Ya Fix a Broken Part | Pop                   | 2:55  |
| 9.             | Angel                       | Pop, Thurston         | 3:44  |
| 10.            | Curiosity                   | Pop, Thurston         | 2:29  |
| 11.            | African Man                 | Pop, Thurston         | 3:35  |
| 12.            | Billy Is a Runaway          | Pop, Thurston         | 2:31  |
| Celková délka: | Celková délka:              | Celková délka:        | 39:26 |

## Obsazení
- Iggy Pop – zpěv
- James Williamson – kytara, zpěv
- Scott Thurston – baskytara, kytara, harfa, klávesy, zpěv, aranžmá
- Klaus Kruger – bicí
- Jackie Clark – baskytara